# Trtnik Glinski
Trtnik Glinski es una localidad de Croacia en el ejido de la ciudad de Glina, condado de Sisak-Moslavina.

## Geografía
Se encuentra a una altitud de 226 m s. n. m. a 86,2 km de la capital nacional, Zagreb.

## Demografía
En el censo 2011, el total de población de la localidad fue de 14 habitantes.
| Gráfica de población de Trtnik Glinski 1857-2011                    |
|                                                                     |
| Según los censos de población de la oficina estadística de Croacia. |